# Керкичи
Керкичи (Каракичи, туркм. Kerkiçi) — посёлок (с 1968 года) в Туркмении. Расположен на правом восточном берегу Амударьи, напротив города Керки, к югу от посёлка Амыдеря (Аму-Дарья). Относится к Довлетлийскому этрапу Лебапского велаята.
В Керкичи находится железнодорожная станция на линии Каган — Душанбе. В Керкичи действала паромная переправа и пристань. 16 сентября 2009 года открыт 14-пролётный железнодорожный мост Атамурат — Керкичи через Амударью длиной 1414 метров. 14 февраля 2013 года открыт автодорожный мост.
Керкичи экономически дополняет Керки, с которым существуют тесные хозяйственные связи. В 1950—1970-х годах в Керкичи был хлопкоочистительный завод, сырье для которого с правобережья стягивалось непосредственно в Керкичи, а с левого берега через Керки. В 1970-х годах в Керкичи действовало производство ковров.